# Magelhaensche Compagnie
De Magelhaensche Compagnie ook wel Rotterdamse Compagnie genoemd, was een voorcompagnie die in 1598 werd opgericht. Ze wilde met haar schepen door de Straat van Magalhaes zeilen om zo Oost-Indië te bereiken. De compagnie werd opgericht door handelslieden uit de Zuidelijke Nederlanden, waaronder Johan van der Veeken en de Antwerpse koopman Pieter van der Hagen. De katholieke koopman Van der Veeken kwam uit Mechelen, maar vestigde zich van 1583 tot zijn dood in 1616 in Rotterdam waar hij - met een vermogen van 600.000 gulden - de rijkste koopman van de stad was. Van der Veeken bezat een zetel in de Rotterdamse Kamer van de Oostindische Compagnie en was vertrouweling van Johan van Oldenbarnevelt.

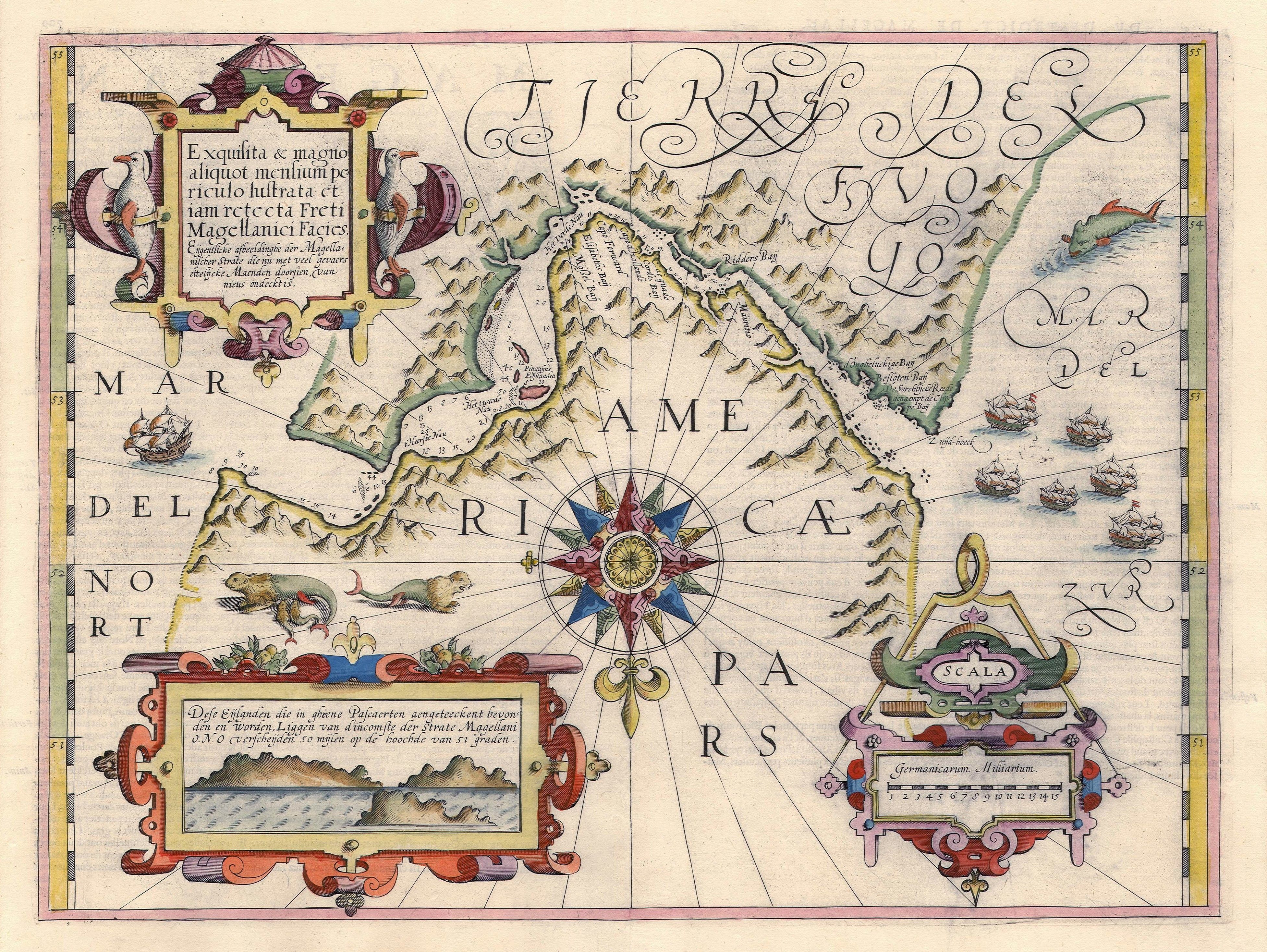
Straat Magellaan (1606) door Jodocus Hondius

Op 27 juni 1598 voer de vloot uit, die bestond uit vier schepen en een jacht. De vloot stond onder het bevel van admiraal Jacques Mahu en viceadmiraal Simon de Cordes.

## Geschiedenis
De eerste grote expeditie in opdracht van de Magelhaensche Compagnie, die op 27 juni 1598 uit Goeree vertrok om langs Zuid-Amerika en via wat nu Chili en Peru is naar Indië te varen werd georganiseerd door Pieter van der Hagen uit Zeeland, Johan van der Veeken en een aantal Amsterdammers, want op 4 december 1602 lieten Isaac le Maire, zijn broer Salomon, Balthasar Coymans en anderen een acte bij de notaris opmaken, omdat vier schepen na drie jaar nog niet terug waren en de verzekeraar zou moeten uitbetalen.
De vloot bestond uit vijf schepen en ongeveer 500 bemanningsleden. De schepen en de bevelhebbers heetten:
- De Hoop met 130 man en Jacques Mahu als admiraal; vervolgens met zijn opvolger Simon de Cordes, en na diens dood Jacob Huydecoper als kapitein.
- De Liefde met 110 man en Simon de Cordes als viceadmiraal, vervolgens met Gerrit van Beuningen.
- Het Geloof met 109 man en de Amsterdammer Gerrit van Beuningen, vervolgens met Sebald de Weert.
- De Trouwe met 86 man en Jurriaen van Bo(e)khout,[7] vervolgens Balthasar de Cordes.
- De Blijde Boodschap met 56 man en Sebald de Weert, op last van Van der Veeken; vervolgens met Dirck China.

Het ging de expeditie niet voor de wind. Bij Praia is een fort op de Portugezen veroverd. Bij de kust van Brava lieten al vele mannen het leven door ziekten. Omdat admiraal Mahu bezweek, werd de leiding van de expeditie overgenomen door Simon de Cordes. Dirck China werd overgeplaatst naar de Blijde Boodschap als kapitein en Gerrit van Beuningen werd viceadmiraal en kapitein op De Liefde met William Adams als stuurman. De schepen misten de stroming of gyre naar de kust van Brazilië en kwamen in een windstil gebied terecht met een vreselijk klimaat. Bij een uitbraak van scheurbuik ging de bemanning aan land bij Annobón aan de kust van Guinea, nu Equatoriaal Guinea. Pas in januari 1599 werd aan de oversteek van de Atlantische Oceaan begonnen. De bemanning kreeg eerst toen te horen dat de reis niet om Kaap de Goede Hoop zou gaan.

### Straat Magellaan
Bij aankomst bij de Straat Magellaan was het winter en de wind ongunstig; het kostte de schepen vier of vijf maanden om de straat te passeren. Toen in september eindelijk de Grote Oceaan werd bereikt, kwamen de schepen opnieuw in een storm terecht. De Blijde Boodschap verloor haar boegspriet; de Geloof, ondertussen met De Weert als kapitein en de Trouwe, schoten te hulp, maar werden terug de zeestraat in geblazen en raakten de anderen kwijt. Het Geloof probeerde met de expeditie van Olivier van Noort mee te varen, die zij op 15 december ontmoetten. De Weert verbleef tussen de Selknam in Patagonië. Hij keerde terug naar Nederland, toen de resterende bemanning begon te muiten. Na aan het oostelijke einde van de zeestraat op pinguïns voor de noodzakelijke proviand gejaagd te hebben ontdekte hij onderweg de Sebald Eilanden, nu bekend als de Jasoneilanden (nabij de Falklandeilanden). De Weert kwam op 13 juni 1600 met 36 man in Goeree aan.
De Trouwe, onder Balthasar de Cordes, slaagde er uiteindelijk in de Grote Oceaan te bereiken. Het schip landde op Chiloe, een eiland voor de kust van Chili. De Nederlanders veroverden en plunderden daar een Spaans fort, de Spaanse bezetting werd in de kerk opgesloten. Nadat een Spaanse legermacht hen verdreef stak men de Grote Oceaan over naar Tidore. Daar werden de meesten door de Portugezen gedood; de overlevenden werden gevangengenomen en naar Goa gevoerd.

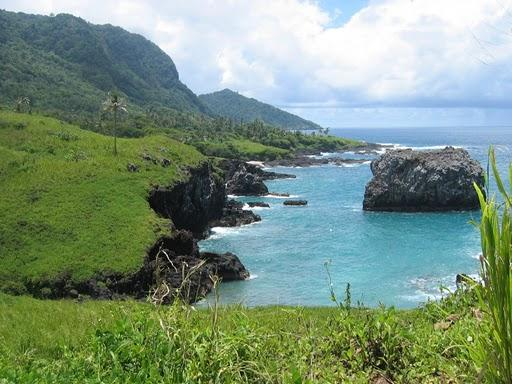
De kust van Annobon
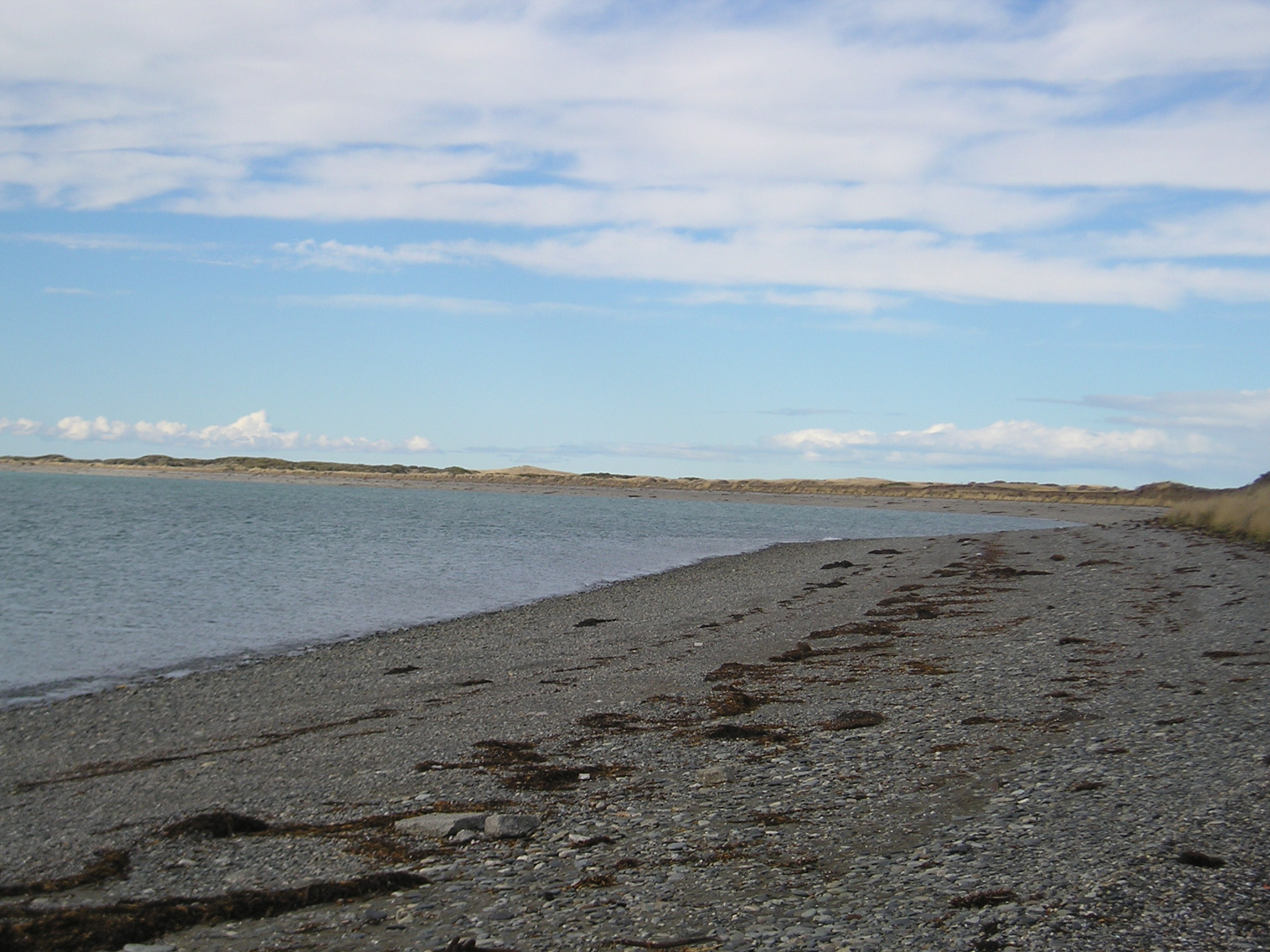
Zuidkust Straat Magellaan
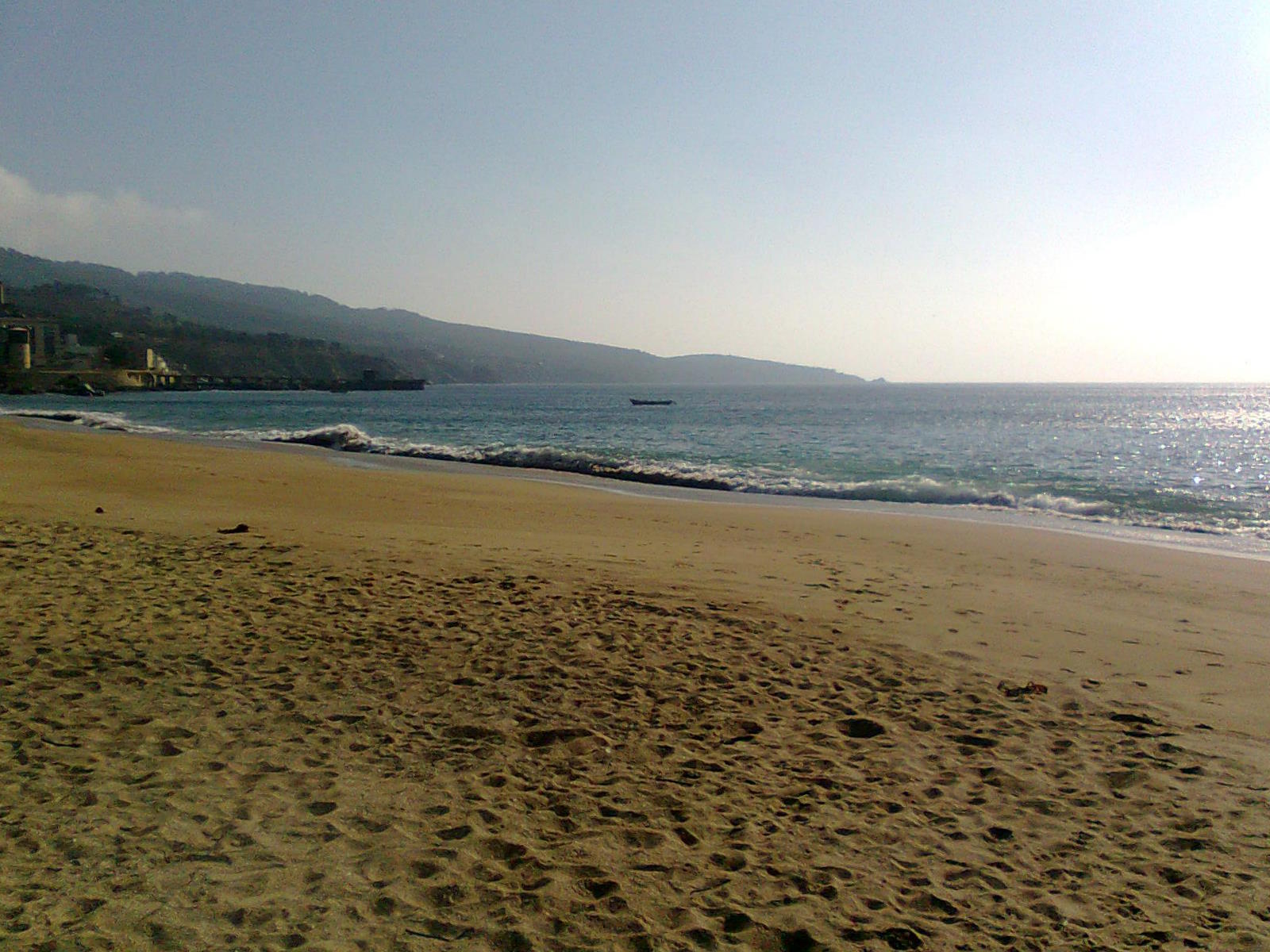
De kust nabij Valparaiso
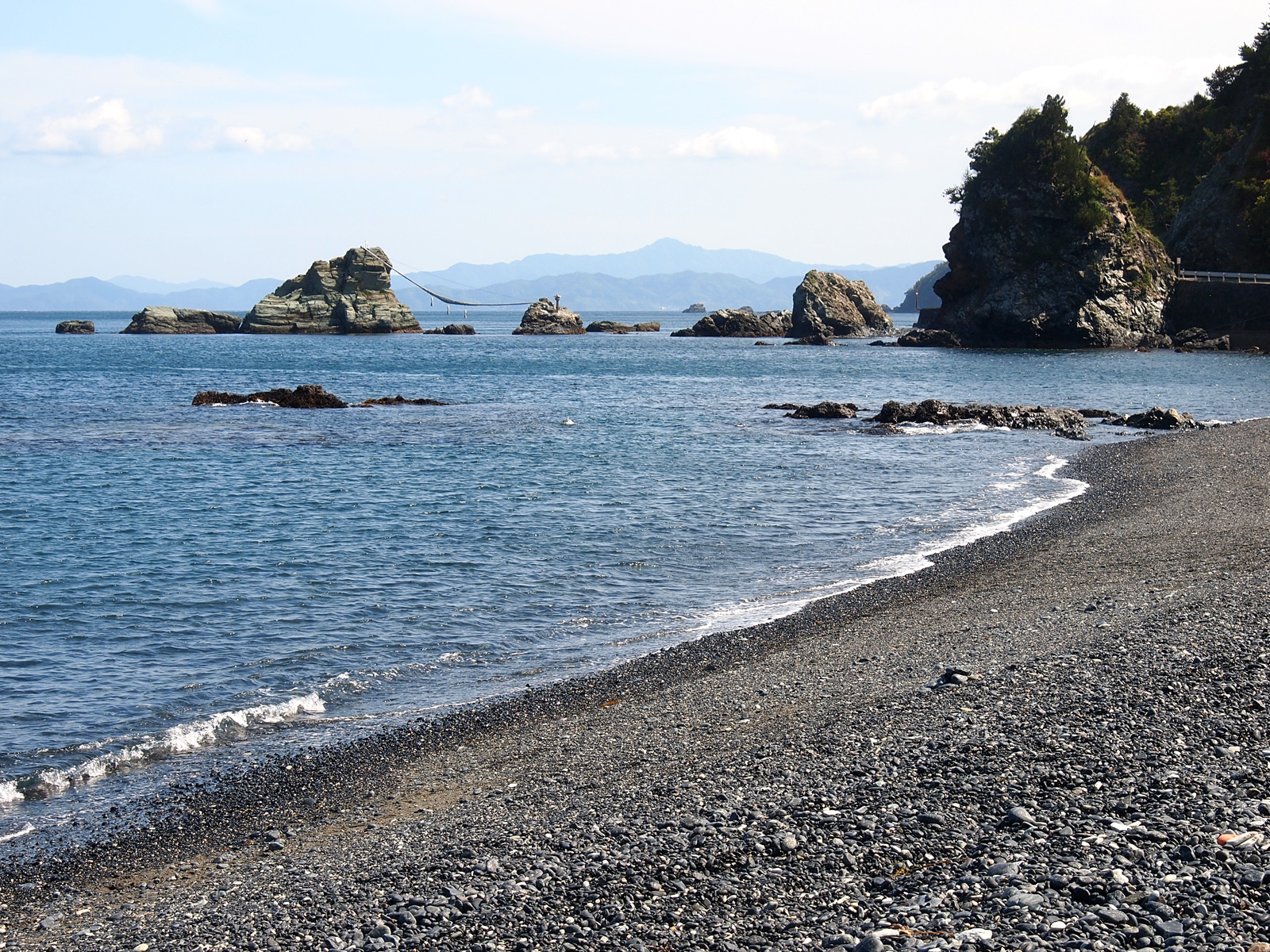
De kust bij Oita

De Blijde Boodschap werd door een tekort aan proviand gedwongen de Spaanse haven Valparaíso aan te lopen, waar de bemanning gevangen werd genomen. Pomp verkocht zijn schip aan de Spanjaarden of het is in beslag genomen.
De Hoop en De Liefde verloren een groot deel van de bemanning in gevechten met de Mapuche. Van Beuningen en De Cordes werden in Chili vermoord. De overigen besloten daarna naar Japan te varen. De Hoop is onderweg vergaan.

### De Liefde en de eerste handelsrelaties met Japan

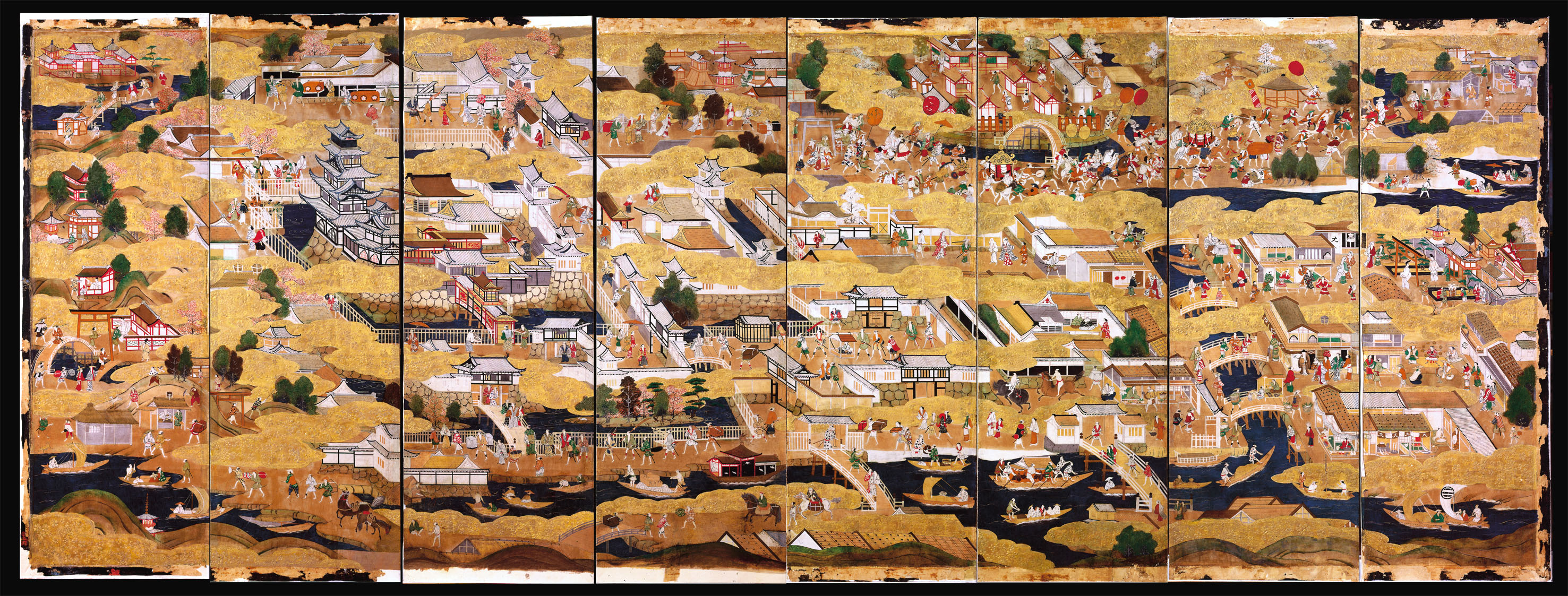
Kasteel Osaka, c.1607.

Op 19 april 1600 arriveerde De Liefde –onder Jacob Janszoon Quackernaeck, met Melchior van Santvoort en Jan Joosten van Lodensteyn– in de baai van Usuki (prefectuur Oita) op Kyushu. Van de bemanning hadden slechts 24 man de reis overleefd, en slechts zes van hen waren in staat om te lopen, enkele anderen stierven kort na aankomst.

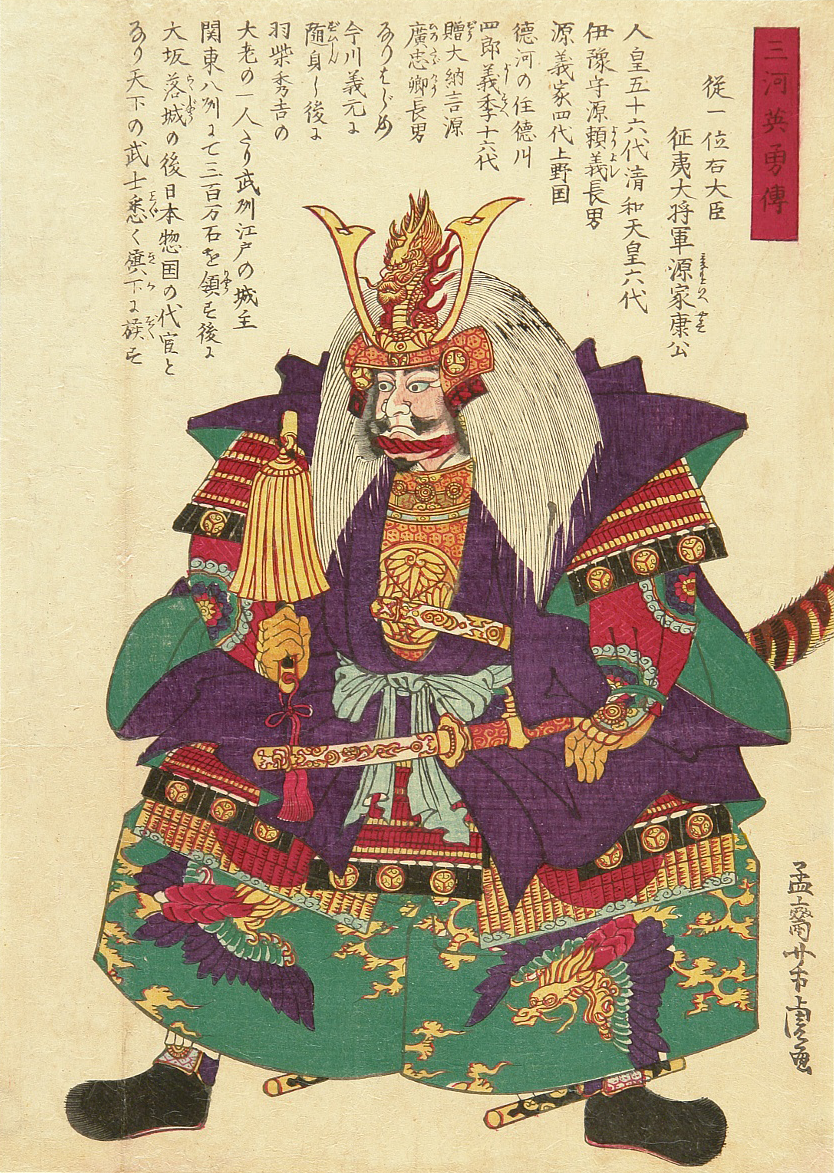
Shogun Tokugawa Ieyasu

De reeds aanwezige Portugese priesters beweerden dat het schip een piratenschip was en dat ze allen gekruisigd moesten worden. Het schip werd onder bevel van Ieyasu Tokugawa in beslag genomen en de bemanning werd opgesloten in het kasteel van Osaka. De 19 kanonnen van de Liefde werden, volgens Spaanse bronnen, op 21 oktober 1600 gebruikt in de Slag bij Sekigahara.
Melchior van Santvoort had al flink geïnvesteerd in de goede betrekkingen met de shogun. Niet alleen was hun kennis van scheepsbouw, navigatie en cartografie indrukwekkend, maar ook was het ontbreken van zendingsdrang bij hen een pré. In tegenstelling tot de Portugezen kwam de vloot uit de Nederlanden louter voor de handel en niet ook om het christendom te verspreiden. Zij legden ook uit dat de Republiek der Zeven Verenigde Nederlanden met Spanje in oorlog was, mede omdat velen van hen protestanten waren. De shogun zag in dat hij nu met sommige Europeanen handel kon drijven zonder de Europese priesters op de koop toe te krijgen.
Jacob Quaeckernaeck en Melchior van Santvoort kregen in 1605 toestemming om Japan te verlaten en zeilden in een jonk naar Patani, waar Jacob van Neck in 1602 een factorij had gevestigd. Zij hadden brieven van de Japanse regering bij zich met een uitnodiging aan de Nederlanders om in Japan handel te komen drijven.